# Sageretia elegans
Sageretia elegans là một loài thực vật có hoa trong họ Táo. Loài này được (Kunth) Brongn. miêu tả khoa học đầu tiên năm 1826.